# Mistrzostwa Świata w Piłce Nożnej 2018 (eliminacje strefy UEFA)/Baraże
Baraże do Mistrzostw Świata w Piłce Nożnej 2018 w strefie UEFA rozegrane będą systemem mecz i rewanż. Weźmie w nich udział osiem najlepszych drużyn z drugich miejsc grupowych fazy zasadniczej. Drużyny zajmujące drugie miejsca w swoich grupach mają odliczone punkty zdobyte w meczach z drużynami z ostatnich miejsc w swoich grupach. Najsłabszą drużyną z drugiego miejsca była drużyna Słowacji, która jako jeden spośród tych dziewięciu zespołów zakończyła eliminacje w grupie z najmniejszą liczbą punktów.

## Tabela drugich miejsc
| Grupa | Zespół            | M | W | R | P | G+ | G- | +/- | Pkt | Drużyna z 6 miejsca |
| ----- | ----------------- | - | - | - | - | -- | -- | --- | --- | ------------------- |
| B     | Szwajcaria        |   | 7 | 0 | 1 | 18 | 6  | +12 | 21  | Andora              |
| G     | Włochy            |   | 5 | 2 | 1 | 12 | 8  | +4  | 17  | Liechtenstein       |
| E     | Dania             |   | 4 | 2 | 2 | 13 | 6  | +7  | 14  | Kazachstan          |
| I     | Chorwacja         |   | 4 | 2 | 2 | 8  | 4  | +4  | 14  | Kosowo              |
| A     | Szwecja           |   | 4 | 1 | 3 | 18 | 9  | +9  | 13  | Białoruś            |
| C     | Irlandia Północna |   | 4 | 1 | 3 | 10 | 6  | +4  | 13  | San Marino          |
| H     | Grecja            |   | 3 | 4 | 1 | 9  | 5  | +4  | 13  | Gibraltar           |
| D     | Irlandia          |   | 3 | 4 | 1 | 7  | 5  | +2  | 13  | Mołdawia            |
| F     | Słowacja          |   | 4 | 0 | 4 | 11 | 6  | +5  | 12  | Malta               |

## Losowanie
Ośmioro uczestników baraży zostało pogrupowanych w cztery pary poprzez losowanie, które odbyło się w Zurychu w dniu 17 października 2017 roku o godz.14:00. Koszyki, w których znajdują się rozlosowane drużyny, zostały ustalone na podstawie rankingu FIFA z października 2017 roku. Mecze zaplanowano w dniach od 9 do 14 listopada 2017. Zwycięzcy par barażowych awansują do finałów Mistrzostw Świata.

## Podział na koszyki
W nawiasach podano miejsce w rankingu FIFA.
| Koszyk 1                                              | Koszyk 2                                                      |
| ----------------------------------------------------- | ------------------------------------------------------------- |
| Szwajcaria (11) Włochy (15) Chorwacja (18) Dania (19) | Irlandia Północna (23) Szwecja (25) Irlandia (26) Grecja (47) |

## Mecze
| Drużyna 1                            | Wynik dwumeczu | Drużyna 2  | Pierwszy mecz | Drugi mecz |
| ------------------------------------ | -------------- | ---------- | ------------- | ---------- |
| Irlandia Północna                    | 0:1            | Szwajcaria | 0:1           | 0:0        |
| Chorwacja                            | 4:1            | Grecja     | 4:1           | 0:0        |
| Dania                                | 5:1            | Irlandia   | 0:0           | 5:1        |
| Szwecja                              | 1:0            | Włochy     | 1:0           | 0:0        |
| Po lewej gospodarz pierwszego meczu. |                |            |               |            |

### Pierwsze mecze
| 9 listopada 2017 20:45 CET | Irlandia Północna | 0:1(0:0)Raport | Szwajcaria · 58' (k) Rodríguez | Windsor Park, Belfast Widzów: 18 269 Sędzia: Ovidiu Hațegan |
|                            |                   |                |                                |                                                             |

| 9 listopada 2017 20:45 CET | Chorwacja · Modrić 13' (k) · Kalinić 19' · Perisić 33' · Kramarić 49' | 4:1(3:1)Raport | Grecja · 30' Papastatopulos | Maksimir, Zagrzeb Widzów: 30 013 Sędzia: Gianluca Rocchi |
|                            |                                                                       |                |                             |                                                          |

| 10 listopada 2017 20:45 CET | Szwecja · Johansson 61' | 1:0(0:0)Raport | Włochy | Friends Arena, Solna Widzów: 49 193 Sędzia: Cüneyt Çakır |
|                             |                         |                |        |                                                          |

| 11 listopada 2017 20:45 CET | Dania | 0:0(0:0)Raport | Irlandia | Parken, Kopenhaga Widzów: 36 189 Sędzia: Milorad Mažić |
|                             |       |                |          |                                                        |

### Rewanże
| 12 listopada 2017 18:00 CET | Szwajcaria | 0:0(0:0)Raport | Irlandia Północna | St. Jakob-Park, Bazylea Widzów: 36 000 Sędzia: Felix Brych |
|                             |            |                |                   |                                                            |

- Szwajcaria wygrała w dwumeczu 1−0 i awansowała na Mistrzostwa Świata 2018.

| 12 listopada 2017 20:45 CET | Grecja | 0:0(0:0)Raport | Chorwacja | Stadion im. Jeorjosa Karaiskakisa, Pireus Widzów: 18 667 Sędzia: Björn Kuipers |
|                             |        |                |           |                                                                                |

- Chorwacja wygrała w dwumeczu 4-1 i awansowała na Mistrzostwa Świata 2018.

| 13 listopada 2017 20:45 CET | Włochy | 0:0(0:0)Raport | Szwecja | San Siro, Mediolan Widzów: 72 696 Sędzia: Antonio Mateu Lahoz |
|                             |        |                |         |                                                               |

- Szwecja wygrała w dwumeczu 1-0 i awansowała na Mistrzostwa Świata 2018.

| 14 listopada 2017 20:45 CET | Irlandia · Duffy 6' | 1:5(1:2) | Dania · 29' A. Christensen · 32', 63', 74' Eriksen · 90' (k) Bendtner | Aviva Stadium, Dublin Widzów: 50 000 Sędzia: Szymon Marciniak |
|                             |                     |          |                                                                       |                                                               |

- Dania wygrała w dwumeczu 5-1 i awansowała na Mistrzostwa Świata 2018.